# Mount Whitney
Mount Whitney is een bergtop in de Sierra Nevada in het westen van de Verenigde Staten. Met een hoogte van 4421 m is dit het hoogste punt van de VS, Alaska niet meegerekend.
De berg is gelegen op de grens tussen Inyo County en Tulare County in Californië. De westelijke helling ligt binnen het Sequoia National Park en de top is het zuidelijke eindpunt van de 341 km lange John Muir Trail die naar Happy Isles in Yosemite Valley loopt.
De naam werd ontleend aan Josiah Whitney, een geoloog in dienst van de California Geological Survey. De berg werd voor het eerst beklommen in 1873, door drie vissers uit Lone Pine: Charles Begole, A.H. Johnson en John Lucas.
Mount Whitney ligt precies 122 km ten westen van het laagste punt in Noord-Amerika: Badwater in Death Valley (85,5 m onder de zeespiegel).